# Miletus eustatius
Miletus eustatius är en fjärilsart som beskrevs av Hans Fruhstorfer 1913. Miletus eustatius ingår i släktet Miletus och familjen juvelvingar. Inga underarter finns listade i Catalogue of Life.